# ارين هاكر
ارين هاكر (بالإنجليزية: Warren Hacker)‏ هو لاعب كرة قاعدة أمريكي، ولد في 21 نوفمبر 1924 في ماريسا في الولايات المتحدة، وتوفي في 22 مايو 2002 في لينزبورغ في الولايات المتحدة.

## وصلات خارجية
- ارين هاكر على موقع دوري كرة القاعدة الرئيسي (الإنجليزية)
- ارين هاكر على موقعبيزبول رفرنس.كوم (الدوري الرئيسي) (الإنجليزية)
- ارين هاكر على موقعبيزبول رفرنس.كوم (الدوري الثانوي) (الإنجليزية)